# Józef Łohinowicz
Józef Łohinowicz, ps. Paweł Korczyk (biał. Іосіф (Язэп) Каэтанавіч Лагіновіч, Павел Корчык; ur. 14 lutego 1891 w Zauszycach, zm. 15 marca 1938 w Komijskiej ASRR) – działacz komunistyczny, od 1924 członek KC Komunistycznej Partii Zachodniej Białorusi, od 1925 członek KC Komunistycznej Partii Polski i Biura Politycznego KC KPP (do 1936).

## Życiorys
Syn bezrolnego chłopa Kajetana. W 1908 został nauczycielem wiejskim, od 1910 związany z Białoruską Socjalistyczną Hromadą. 1912-1917 w armii rosyjskiej. Po rewolucji lutowej i obaleniu caratu w marcu 1917 na zjeździe delegatów żołnierskich wybrany do Komitetu Wykonawczego Rady Delegatów Żołnierskich 12 Armii. 
Początkowo zwolennik eserowców, w 1920 członek eserowskiej Rady Słucczyzny i brygady słuckiej, później przeszedł na stronę bolszewików. W Wilnie w 1921 nawiązał kontakt z komunistami. Wiosną 1922 założył Białoruską Organizację Rewolucyjną (BRO). Sekretarz Centralnego Białoruskiego Komitetu Wyborczego podczas wyborów parlamentarnych jesienią 1922. W grudniu 1923 wraz z całą BRO przystąpił do KPZB. Od początku 1924 członek Białoruskiego Towarzystwa Naukowego. Wkrótce został członkiem KC KPZB. Uczestnik V i VI Kongresu Kominternu z ramienia KPP w 1924 i 1928. W styczniu 1925 na III Zjeździe KPP został członkiem KC KPP. XI-XII 1925 wziął udział w IV Konferencji KPP, na której został członkiem Biura Politycznego KC KPP. Od 1925/26 mieszkał w Wolnym Mieście Gdańsku, później w Niemczech i Danii.
W V-VIII 1927 brał udział w IV Zjeździe KPP, na którym wygłosił koreferat w kwestii narodowej. 1927-1936 sekretarz Biura KC KPZB. Uczestnik V i VI Zjazdu KPP. Na początku 1936 wezwany z Danii do Moskwy. W styczniu 1936 został usunięty z Biura KC KPZB, Biura Politycznego KC KPP i KC KPP. U progu wielkiej czystki w ZSRR 18 lutego 1936 został aresztowany przez NKWD BSRR. 25 czerwca 1936 skazany przez Kolegium Specjalne NKWD (OSO NKWD) na pięć lat obozu koncentracyjnego w Gułagu za działalność kontrrewolucyjną. Osadzony w kompleksie łagrów Uchtpieczłag w Komi. 15 marca 1938 skazany na śmierć przez trójkę NKWD obwodu archangielskiego na podstawie art. 58-10 kk RFSRR, wyrok wykonano w nieznanym miejscu w Komi, w ramach masowych egzekucji więźniów Uchtpieczłagu.
Jego żoną była Helena Markowicz (1902-1985) – działaczka komunistyczna i historyk, córką – dr inż. Maria Markowicz-Łohinowicz (1933-1974) – chemik i geolog, badacz zjawisk krasowych, speleolog.